# جيمس أنان
جيمس أنان (بالإنجليزية: James Annan)‏ هو أخصائي علم المناخ بريطاني، ولد في القرن العشرين.